# 4719 Burnaby
4719 Burnaby è un asteroide della fascia principale. Scoperto nel 1990, presenta un'orbita caratterizzata da un semiasse maggiore pari a 2,6972069 UA e da un'eccentricità di 0,1745635, inclinata di 7,47229° rispetto all'eclittica.